# Halseisen

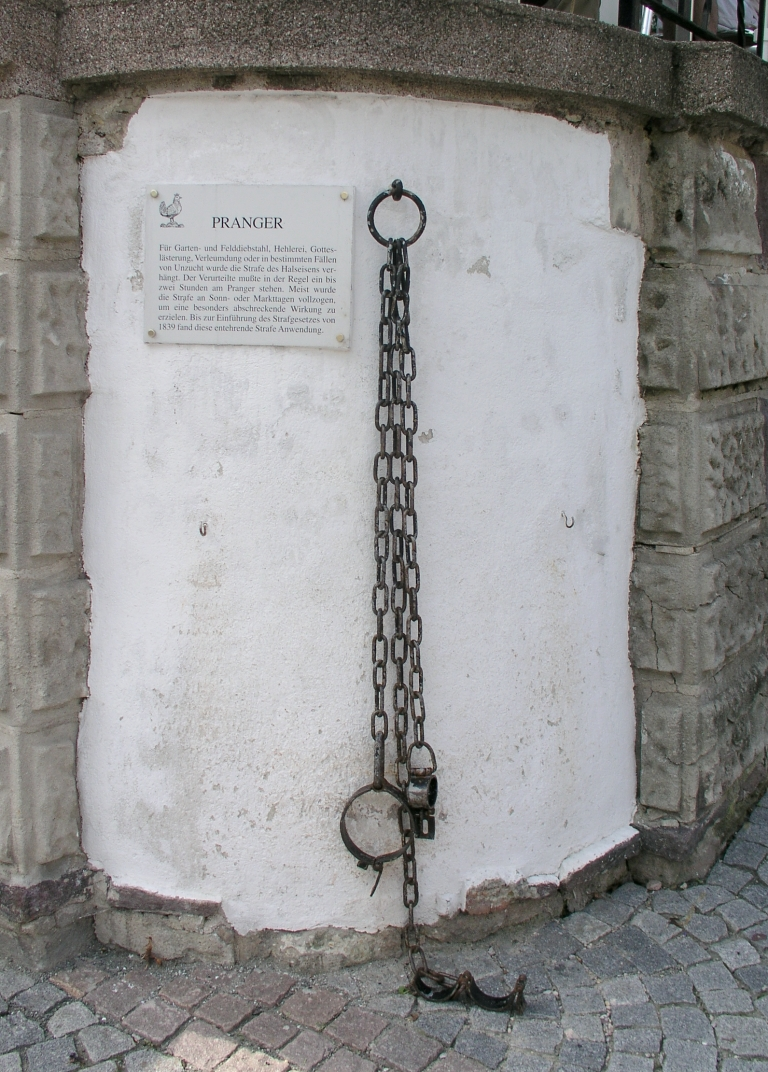
Pranger mit Halseisen

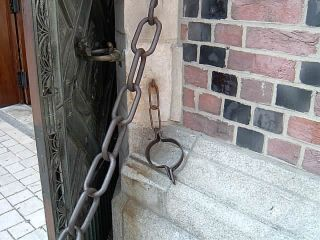
Pranger in Form einer eisernen Halsfessel am Seiteneingang der Marienkirche zu Krakau. Die Fessel ist relativ niedrig angebracht, sodass der Verurteilte am Boden sitzen konnte.

Ein Halseisen ist eine bogenförmige Fessel, die in früheren Zeiten Gefangenen angelegt wurde. Sie besteht aus zwei halbkreisförmigen (zumeist bandförmigen) Eisenteilen, die an einer Seite mit einem Scharnier verbunden sind. Auf der anderen Seite befindet sich ein Schließmechanismus, der von der mit dem Halseisen gefesselten Person nicht ohne Hilfe geöffnet werden kann. Am Halseisen ist eine Kette befestigt, deren anderes Ende mit einem weiteren Gegenstand verbunden ist:
- Die Kette ist mit weiteren Fesseln verbunden, die der gefesselten Person angelegt worden sind, zum Beispiel mit Handschellen.
- Die Kette ist mit einem unbeweglichen Gegenstand verbunden, zum Beispiel mit einer Wand in einem Verlies oder mit dem am Marktplatz stehenden Pranger. Die gefesselte Person ist somit angekettet und an der Flucht gehindert.
- Die Kette ist mit einer anderen Person verbunden, die die gefesselte Person führt.

Zum Anlegen des Halseisens wird der Schließmechanismus geöffnet, das Halseisen um den Hals der zu fesselnden Person gelegt, zugeklappt und verschlossen. Das Halseisen ist dabei so eng, dass es nicht über den Kopf gezogen werden kann, aber so weit, dass noch geatmet und geschluckt werden kann.

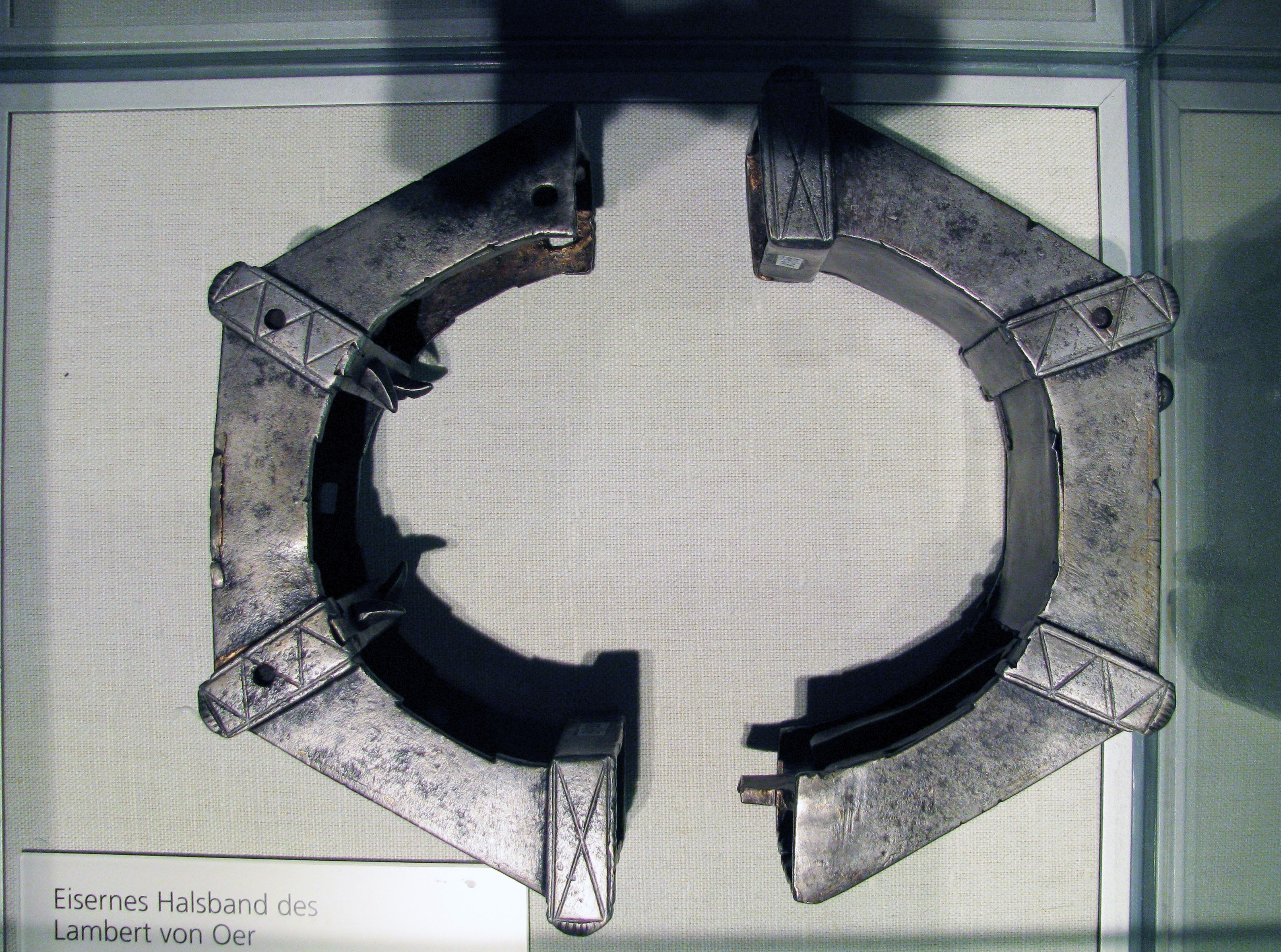
Das innen dornenbesetzte eiserne Halsband des Lambert von Oer, Burg Vischering, Münsterland

Halseisen wurden vor allem im Mittelalter und der frühen Neuzeit verwendet, in Verbindung mit der Sklaverei auch noch später. Unter Napoleon wurden im „code pénal“ des Jahres 1810 die Anwendung des Halseisens (le carcan), des Brandmarkens und der Verstümmelung gesetzlich geregelt. Das Anlegen eines Halseisens gilt heute als menschenunwürdige Art der Fesselung, die nicht mehr offiziell angewendet wird.